# Буй (станция)
Буй — узловая железнодорожная станция Вологодского региона Северной железной дороги, находящаяся в городе Буе Костромской области. Вокзал является типовым для магистрали. Аналогичные по архитектуре здания, выполненные в русском стиле, находятся на станциях Николо-Полома, Шарья и Свеча. Буйский отличается от них пристроенной церковью. Адрес вокзала: 157006, Россия, Костромская область, г. Буй, Привокзальная пл., 2.

## Деятельность
Станция открыта для грузовой работы.

## Дальнее следование
По состоянию на декабрь 2018 года через станцию курсируют следующие поезда дальнего следования:
| Круглогодичное обращение поездов | Круглогодичное обращение поездов | Круглогодичное обращение поездов | Круглогодичное обращение поездов |
| № поезда                         | Маршрут движения                 | № поезда                         | Маршрут движения                 |
| -------------------------------- | -------------------------------- | -------------------------------- | -------------------------------- |
| 13 «Новокузнецк»                 | Новокузнецк — Санкт-Петербург    | 14 «Новокузнецк»                 | Санкт-Петербург — Новокузнецк    |
| 67                               | Абакан — Москва                  | 68                               | Москва — Абакан                  |
| 69                               | Чита — Москва                    | 70                               | Москва — Чита                    |
| 71 «Демидовский Экспресс»        | Екатеринбург — Санкт-Петербург   | 72 «Демидовский Экспресс»        | Санкт-Петербург — Екатеринбург   |
| 73                               | Тюмень — Санкт-Петербург         | 74                               | Санкт-Петербург — Тюмень         |
| 123                              | Киров — Санкт-Петербург          | 124                              | Санкт-Петербург — Киров          |

| Сезонное обращение поездов | Сезонное обращение поездов  | Сезонное обращение поездов | Сезонное обращение поездов  |
| № поезда                   | Маршрут движения            | № поезда                   | Маршрут движения            |
| -------------------------- | --------------------------- | -------------------------- | --------------------------- |
| 191                        | Челябинск — Санкт-Петербург | 192                        | Санкт-Петербург — Челябинск |

## Пригородное сообщение
| № поезда  | Маршрут движения    | № поезда  | Маршрут движения    |
| --------- | ------------------- | --------- | ------------------- |
| 6315      | Николо-Полома — Буй | 6316      | Буй — Николо-Полома |
| 6317      | Николо-Полома — Буй | 6318      | Буй — Николо-Полома |
| 6321      | Буй — Данилов       | 6322      | Данилов — Буй       |
| 6325      | Буй — Данилов       | 6326      | Данилов — Буй       |
| 6475/6476 | Буй — Вологда I     | 6477/6478 | Вологда I — Буй     |
| 6479/6480 | Буй — Вологда I     | 6483/6484 | Вологда I — Буй     |